# کاستلپتروزو

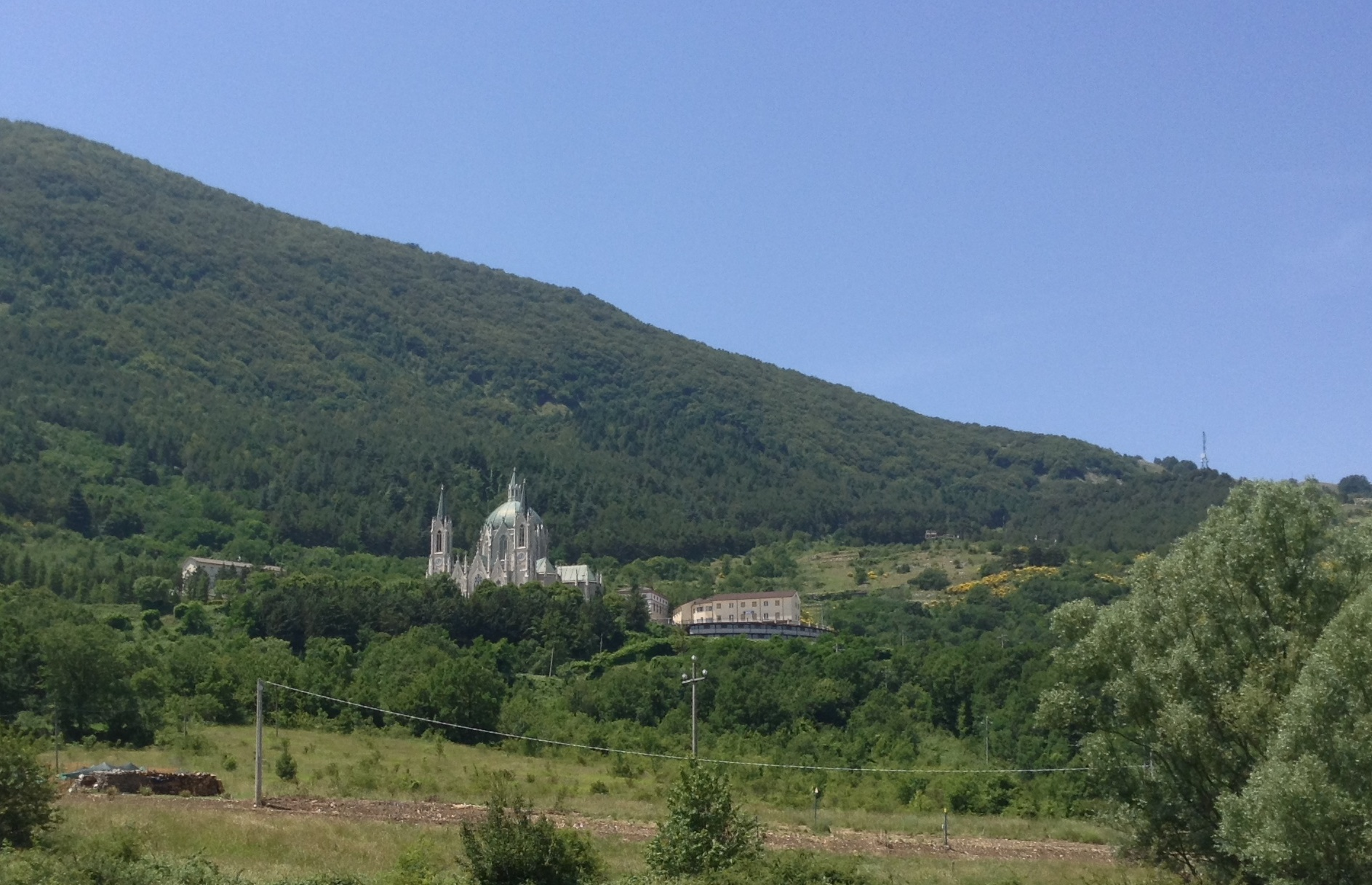
کاستلپتروزو در ایتالیا

کاستلپتروزو (به ایتالیایی: Castelpetroso) یک کومونه در ایتالیا است که در استان ایسرنیا واقع شده‌است.

## خصوصیات
کاستلپتروزو ۲۲٫۶ کیلومترمربع مساحت و ۱٬۷۰۸ نفر جمعیت دارد.